# Le Fils de Neptune
Le Fils de Neptune (titre original : The Son of Neptune), écrit par Rick Riordan, est le deuxième tome de la série Héros de l'Olympe. 
Il est paru le 4 octobre 2011 aux États-Unis et le 29 février 2012 en France.
Après une longue attente Rick Riordan, l'auteur de la saga, a confirmé sur son blog officiel que le titre du roman Le Fils de Neptune fait référence à Percy Jackson en personne.

## Résumé
Errant vers le sud depuis des semaines, amnésique et harcelé par des monstres qui ne meurent plus, Percy arrive enfin au Camp Jupiter, refuge des demi-dieux comme lui, où il rencontre Frank et Hazel, les deux bleus chargés de garder l'entrée en portant sur ses épaules une vieille femme qui se fait appeler June. Après l'entrée dans les camp, elle révèle alors qu'elle est en réalité Junon et indique aux demi-dieux du camp que Percy est le fils de Neptune. Il doit alors intégrer la légion.
Aidé par Hazel et Frank dans son intégration dans le camp, Percy lie rapidement une amitié avec eux. Mais le soir même, Mars apparaît, annonçant que Frank est son fils et confiant aux trois amis une mission périlleuse : libérer Thanatos, le dieu de la Mort. Car c'est parce qu'il a été emprisonné par Alcyonnée, géant fils de Gaïa, que les monstres ne peuvent plus être tués.
La quête se montre difficile, Alcyonée ayant établi son camp en Alaska, il faut alors remonter toute la côte Ouest pour le trouver. 
Immortel dans son territoire de naissance, il faudra alors sortir Alcyonée des frontières de l'Alaska pour le tuer, tout en affrontant son armée et en libérant Thanatos. 
Cette mission effectuée, le temps les presse. Le Camp Jupiter est en danger. Un autre géant, Polybotès cette fois, menace le Camp avec son armée de monstres. La bataille est remportée grâce à Percy qui réussit avec l'aide de Terminus à le vaincre. 
Le lendemain, un message leur est transmis : les demi-dieux Grecs arrivent.

## Personnages
Percy Jackson : Fils de Poséidon, privé de ses souvenirs par Junon, il est pris en charge par Lupa qui lui indique la façon de se rendre dans un lieu sûr où il sera en sécurité. Le seul souvenir de son passé est que sa petite amie est Annabeth. Et quelques petites apparitions dans ces rêves de Grover grâce au lien d'empathie. Il a aussi perdu son invulnérabilité en franchissant le Petit Tibre qui borde la Petite Rome, en effet, ce fleuve nettoie tous les sorts et pouvoirs non-romains, malgré cela Turbulence gardera son pouvoir.
Hazel Levesque : Fille de Pluton, elle est au Camp Jupiter depuis seulement un mois lorsque Jason disparaît. Elle cache en elle un secret et une malédiction qu'elle a peur de dévoiler à qui que ce soit. Une prophétie de son père dit que « Un fils de Neptune nettoiera tous les souvenirs liées au nord ».
Frank Zhang : Cela fait un mois qu'il est au camp Jupiter lorsque Percy arrive. Demi-dieu trapu et costaud à la bouille de bébé, maladroit et mal à l'aise dans son corps, il n'a pas encore été revendiqué par son parent divin et se demande s'il est oui ou non un fils d'Apollon, dans la mesure où le seul art de guerre dans lequel il se débrouille est le tir à l'arc. Mais il se révèle être le fils de Mars, ce-dernier l'a revendiqué à la fin du jeu de guerre (sorte de Capture-L'Etendard mais chez les Romains). Il deviendra Centurion pour pouvoir diriger la quête.
Reyna : C'est la préteur de Rome.Elle a travaillé pour Circée, c'est pourquoi elle connaît Percy dès son arrivée et que sa sœur, Hylla, lui voue une haine mortelle. Malgré cette haine, Reyna préféra aider Percy, elle lui demandera même de devenir prêteur pour remplacer Jason et pour éviter à celle-ci de travailler avec Octave. C'est la fille de Bellone (déesse de la Guerre aux origines incertaines identifiée avec la déesse grecque Enyo)
Octave : C'est le maître des Augures de Rome, il souhaite devenir préteur. C'est un descendant d'Apollon. Il déteste les grecs par-dessus tout ce qui fait qu'il déteste encore plus Percy qu'à son arrivée lorsqu'il apprend d'où vient Percy.
Gwen : Amie de Jason, elle est aussi la chef de la 5e cohorte, elle mourra durant le jeu de guerre, mais son âme fera demi-tour et retournera dans le monde des vivants, car les Portes de la Mort sont ouvertes.
Dakota : Ami de Jason, fils de Bacchus (Dionysos), il est le second centurion qui dirige la 5e cohorte.
Ella: Jeune harpie rousse férue de lecture que Percy, Franck et Hazel sauve de la famine. Bien qu'ayant une peu de mal à communiquer, elle a une excellente mémoire, pouvant citer des passages entier de livres mots pour mots. Il est sous-entendu qu'elle a un faible (réciproque) pour Tyson.
Hylla: Sœur de Reyna et reine des Amazones. Elle servait Circée dans le livre La Mer des monstres dans la série Percy Jackson. Elle est fille de Bellone et est surnommée "Tue Double" par les Amazones car elle a tué deux fois Otrera, une ancienne reine des Amazones revenue à la vie par Gaïa.

## Points de vue
Conformément à la série Héros de l'Olympe et au premier tome de celle-ci Le Héros perdu, Le Fils de Neptune est écrit à la troisième personne du point de vue de trois personnages. Dans le second tome le Fils de Neptune, l'histoire est racontée du point de vue de Percy Jackson, Hazel Levesque et Frank Zhang. 
| Personnages | Chapitres                                                                  |
| ----------- | -------------------------------------------------------------------------- |
| Percy       | 1, 2, 3, 4, 13, 14, 15, 16, 25, 26, 27, 28, 37, 38, 39, 40, 49, 50, 51, 52 |
| Hazel       | 5, 6, 7, 8, 17, 18, 19, 20, 29, 30, 31, 32, 41, 42, 43, 44                 |
| Frank       | 9, 10, 11, 12, 21, 22, 23, 24, 33, 34, 35, 36, 45, 46, 47, 48              |

## Prophétie
Contrairement aux précédents livres, aucune prophétie n'est énoncée. C'est le dieu Mars qui vient l'écrire sur un bout de papier : 
Allez en Alaska et libérer Thanatos. 1 

Évitez de vous faire tuer. 2 
- 1 Les demi-dieux Frank Zhang, Hazel Levesque et Percy Jackson sont partis en Alaska afin de libérer Thanatos.
- 2 Le groupe a dû échapper aux pièges des sbires du géant Alcyonnée.

D'autre part, Ella la Harpie énonce deux vers d'une prophétie sur la quête mais indique à Frank que le reste a été brulé : 
Dans le Grand Nord, au-delà des dieux, repose la couronne de la Légion. 3 

Tombant des glaces, le fils de Neptune coulera... 4
- 3 L’Alaska est située dans le Grand Nord. Elle est au-delà de la sphère d'influence des dieux. Dans le repère d'Alcyonnée se trouve l'aigle, le symbole perdu de la 12e Légion Fulminata.
- 4 En plantant Turbulence dans les glaces, Percy Jackson a causé l’effondrement du glacier Hubbard. Il est ainsi tombé dans l'eau et a ainsi entrainé avec lui de nombreux sbires d'Alcyonée (une suite des vers est d'ailleurs donnée par Hazel à Percy lorsqu'elle dit: « Le fils de Neptune coulera un paquet de monstres »)

## Anecdotes
- Le personnage de Percy Jackson disparu dans le premier tome, réapparait dans le Fils de Neptune.
- Percy affronte au début du livre les sœurs de Méduse, Sthéno et Euryale.
- L'histoire se déroule en juin soit 6 mois après les évènements du premier tome.
- Devenu invincible lors de son plongeon dans le Styx depuis Le Dernier Olympien, Percy perd son invincibilité en traversant le fleuve menant à la colonie romaine en portant Junon (alors déguisée sous l'identité d'une hippie nommée June).
- La colonie romaine se nomme Camp Jupiter, elle porte le nom du dieu romain Jupiter contrairement à la colonie grecque qui est plus générale.
- La colonie romaine est située à côté de San Francisco au sud-ouest des États-Unis, elle est donc à l'opposée de la colonie grecque qui se situe sur la côte du Détroit de Long Island dans le nord-est des États-Unis.
- Les pensionnaires de la colonie romaine ne loge pas dans des bungalows en fonction de leur parent divin mais plutôt en fonction de leur appartenance militaire.
- Le personnage de Jason Grace est porté disparu dans ce second tome, il est bien sûr à la colonie grecque à la place de Percy Jackson qui est à la colonie romaine.
- Durant son séjour au camp romain, Percy maitrise déjà le grec et parvient à comprendre le latin.
- Hazel Levesque devient la 5e sang-mêlé née d'un des 3 Grands (Zeus, Poséidon et Hadès) à être encore en vie après Percy Jackson, Thalia Grace, Nico Di Angelo et Jason Grace.
- Contrairement à Jason Grace qui n'avait plus aucun souvenir lors de son arrivée à la colonie grecque, Percy Jackson se rappelait du nom et du visage de sa petite-amie Annabeth Chase.
- Percy amnésique, revoit son ami Nico Di Angelo à la colonie romaine mais Nico se force à ne pas lui rappeler son passé car il est au courant du plan d'Héra d'unir les demi-dieux grecs et romains.
- Frank Zhang est un descendant lointain de Poséidon, il est donc familier avec Percy et Tyson.
- On apprend que Frank et Hazel parlent français car Frank vient du Canada et Hazel de la Louisiane.
- C'est le premier livre ou la prophétie n'est pas énoncée par un(e) oracle, c'est le dieu Mars qui vient l'écrire sur un bout de papier.
- L'antagoniste principale est comme dans Le Héros perdu la déesse Gaïa. Dans le second tome, elle apparait peu et se manifeste souvent par la télépathie.
- De nombreux personnages parviennent à communiquer avec Percy par rêve : Grover, Annabeth et Tyson. De plus, Percy a une vision de Jason, Piper et Léo à la colonie des sangs-mêlés.
- Les dieux apparaissant sous leur forme romaine sont Héra (Junon), Arès (Mars) et Hadès (Pluton), néanmoins, Pluton n'apparait que dans les rêves d'Hazel.
- A la colonie grecque, Zeus, Poséidon et Hadès sont respectés et considérés comme les 3 plus puissants dieux existants. A la colonie romaine, seul Jupiter (Zeus) est honoré convenablement, Neptune (Poséidon) et Pluton (Hadès) sont considérés comme maudits
- Durant leur quête Percy, Hazel et Frank rencontrent la déesse Iris, on y apprend que ce n'est pas tout le temps elle qui diffuse les Iris mails.
- L'Alaska est citée comme hors de l'influence divine, les trois demi-dieux n'étaient donc plus protégés par le modèle de leur parent. Par exemple, Percy pouvait se noyer facilement.
- Hazel et Frank tuent le géant Alcyonée en le faisant quitter son territoire natale : l'Alaska. On apprend également que celui-ci devait tuer et remplacer Pluton, le père d'Hazel. Hazel devient donc la première sang-mêlée à tuer le Géant qui devait détruire son parent divin.
- Sur le chemin du retour, Percy revoit son demi-frère Tyson et sa chienne Kitty'O Leary. Ensemble, ils luttent pour aider la colonie romaine.
- Percy tue le géant Polybotès avec l'aide du dieu romain Terminus. On apprend également que le géant devait tuer et remplacer Neptune. Percy est donc le deuxième sang-mêlé à avoir tué le Géant chargé de détruire son parent divin à savoir son père Poséidon.
- À la suite d'une erreur de publication, dans Le Héros perdu Jason Grace affirme qu'il est le leader de la première légion, or dans Le Fils de Neptune, on dit qu'il était celui de la douzième légion.
- À la fin du livre, les 6 premiers demi-dieux de la Seconde Grande Prophétie sont Jason Grace, Piper McLean, Léo Valdez, Percy Jackson, Hazel Levesque et Frank Zhang. À la suite d'une révélation de Junon et à une phrase de Percy disant que « les 4 autres viennent de la colonie grecque », le 7e demi-dieu semble être Annabeth Chase, la petite-amie de Percy. Le titre du prochain roman, La Marque d'Athéna semble confirmer cette théorie.